# Tour della nazionale maschile di rugby a 15 della Nuova Zelanda 1953-1954
Tra ottobre 1953 e marzo del 1954 gli All Blacks si recano in tour in Europa, Canada e Stati Uniti. Uno dei più lunghi tour della storia (36 partite in 6 mesi).
Su 36 partite, gli All Blacks ne vincono 30, ne pareggiano 2 e ne perdono solo 4.
Tra questi 5 test match, di cui 3 vinti (Inghilterra, Scozia e Irlanda) e 2 persi (Galles e Francia).

## Risultati
| Hove 31 ottobre 1953 | Southern Counties | 0 – 24 | Nuova Zelanda XV | Greyhound Stadium |

| Cambridge 4 novembre 1953 | Univ. di Cambridge | 11 – 22 | Nuova Zelanda XV | Grange Road |

| Londra 7 novembre 1953 | London Counties | 0 – 11 | Nuova Zelanda XV | Twickenham |

| Oxford 11 novembre 1953 | Univ. di Oxford | 5 – 14 | Nuova Zelanda XV | Iffley Road |

| Bristol 14 novembre 1953 | Western Counties | 0 – 11 | Nuova Zelanda XV | Memorial Ground |

| Llanelli 17 novembre 1953 | Llanelli RFC | 3 – 17 | Nuova Zelanda XV | Stradey Park |

| Cardiff 21 novembre 1953 | Cardiff | 8 – 3 | Nuova Zelanda XV | Arms Park |

| Glasgow 25 novembre 1953 | Edimburgo-Glasgow | 3 – 23 | Nuova Zelanda XV | Old Anniesland Ground |

| Galashiels 28 novembre 1953 | South of Scotland | 0 – 32 | Nuova Zelanda XV | Netherdale Ground |

| Aberdeen 2 dicembre 1953 | North of Scotland | 3 – 28 | Nuova Zelanda XV | (Linksfield Stadium) |

| Leicester 5 dicembre 1953 | Leicestersh.-Midlands Or. | 0 – 3 | Nuova Zelanda XV | Welford Road |

| Camborne 9 dicembre 1953 | South-Western Counties | 0 – 9 | Nuova Zelanda XV | Recreation Ground |

| Swansea 12 dicembre 1953 | Swansea | 6 – 6 | Nuova Zelanda XV | St. Helen’s |

| Arbitro: | Peter Cooper |

|                                                     |           |                                         |
| mete: Jones, Judd trasf.: Rowlands 2 c.p.: Rowlands | Marcatori | mete: Clark trasf.: Jarden c.p.: Jarden |

| Abertillery 23 dicembre 1953 | Abertillery & Ebbw Vale | 3 – 22 | Nuova Zelanda XV | Abertillery Ground |

| Londra 26 dicembre 1953 | Combined Services | 8 – 40 | Nuova Zelanda XV | Twickenham |

| Birmingham 30 dicembre 1953 | Midland Counties | 3 – 18 | Nuova Zelanda XV | Villa Park |

| Belfast 2 gennaio 1954 | Ulster | 5 – 5 | Nuova Zelanda XV | Ravenhill Stadium |

| Arbitro: | Peter Cooper |

|                   |           |                                                           |
| ' c.p.: Henderson | Marcatori | mete: Clark, Stuart trasf.: Scott c.p.: Scott Drop: Scott |

| Cork 13 gennaio 1954 | Munster | 3 – 6 | Nuova Zelanda XV | Mardyke Ground |

| Pontypool 16 gennaio 1954 | Pontypool & Cross Keys | 6 – 19 | Nuova Zelanda XV |  |

| Newport 21 gennaio 1954 | Newport | 6 – 11 | Nuova Zelanda XV | Rodney Parade |

| Neath 23 gennaio 1954 | Aberavon-Neath | 5 – 11 | Nuova Zelanda XV | The Gnoll |

| Arbitro: | Ivor David |

|  |           |                             |
|  | Marcatori | mete: Dalzell trasf.: Scott |

| Bradford 6 febbraio 1954 | North-Eastern Counties | 0 – 16 | Nuova Zelanda XV | Lidget Green |

| Arbitro: | Ivor David |

|  |           |            |
|  | Marcatori | c.p. Scott |

| Manchester 17 febbraio 1954 | North-Western Counties | 3 – 17 | Nuova Zelanda XV | Old Trafford |

| Cardiff 20 febbraio 1954 | Barbarians | 5 – 19 | Nuova Zelanda XV | Arms Park |

| Bordeaux 24 febbraio 1954 | Francia del Sud ovest | 11 – 8 | Nuova Zelanda XV |  |

| Arbitro: | Ivor David |

|            |           |  |
| mete: Prat | Marcatori |  |

| Ipswich 1º marzo 1954 | South-Eastern Counties | 13 – 21 | Nuova Zelanda XV | Portman road |

| Victoria 9 marzo 1954 | Victoria | 3 – 39 | Nuova Zelanda XV |  |

| Vancouver 11 marzo 1954 | Univ. of Br. Columbia | 3 – 42 | Nuova Zelanda XV | Varsity Stadium |

| Vancouver 13 marzo 1954 | B.C. Mainland | 11 – 37 | Nuova Zelanda XV | Brocton Point Oval |

| Berkeley 17 marzo 1954 | University of California | 6 – 14 | Nuova Zelanda XV |  |

| San Francisco 20 marzo 1954 | California All Stars | 0 – 20 | Nuova Zelanda XV | St. Ignatius Field |